# Roland Schlosser
Roland Schlosser (Bregenz, 23 agosto 1982) è uno schermidore austriaco, specialista del fioretto.

## Palmarès
In carriera ha conseguito i seguenti risultati:
- Europei di scherma

Kiev 2008: bronzo nel fioretto individuale.